# Любовь и страсть
«Любовь и страсть» (итал. Capriccio) — фильм классика эротического кино, режиссёра Тинто Брасса. Эта эротическая драма была снята в красивейших местах Италии: на Капри, в Казерте, Атрани и Амальфи. Главные роли исполнили Никола Уоррен, Энди Дж. Форест, Франческа Деллера и Луиджи Лаэцца. Премьера фильма состоялась в Италии 25 февраля 1987 года.

## Сюжет
Главные герои фильма — американская супружеская пара Дженнифер и Фред, живущая в Италии. Они встретили друг друга после Второй мировой войны и поженились. У них растёт молодой сын, но отношения у самих супругов не ладятся, и они готовы к новым любовным приключениям.
Во время войны Дженнифер была влюблена в молодого итальянца Чиро, который был красив, весел и беззаботен. Но о семейной жизни они тогда не думали — они были из разных социальных слоёв. Фред во время войны работал в ЮНЕСКО и был знаком с красавицей-итальянкой, которая была обольстительной и чувственной. Они проводили время друг с другом, занимались любовью и не думали о будущем.
Теперь, когда у Дженнифер и Фреда разлад, они вспоминают о своих прошлых любимых и решают с ними встретиться. Фред находит свою бывшую возлюбленную Розу — сейчас она работает проституткой. Дженнифер же не может забыть красавца Чиро. Она тоже находит его — он теперь сутенёр.
Проходит время. После небольшого развлечения, когда любовная страсть удовлетворена и отдана дань памяти юности, неверная любовная пара снова воссоединяется — Фред и Дженнифер возвращаются друг к другу. Опыт любовных приключений пошёл и мужу, и жене на пользу — они освежили свои отношения и приобрели новый сексуальный опыт.

## В ролях
- Главные роли
  - Никола Уоррен — Дженнифер
  - Энди Дж. Форест — Фред, муж Дженнифер
  - Франческа Деллера — Роза, любовница Фреда
  - Луиджи Лаэцца — Чиро, любовник Дженнифер
  - Венантино Венантини — Альфредо
  - Витторио Каприоли — Дон Винченцо
  - Джузеппе Пинезе — Пино Пинезе
- Второстепенные роли
  - Доди Москати
  - Изабелла Бьягини
  - Осириде Певарелло
  - Джозефине ван Ас
  - Камилло Марини
  - Лулу
  - Беа
  - Маттео
  - Лайла Пелозо
  - Тинто Брасс (нет в титрах)

## Другие названия
- Capriccio
- Love and Passion
- Capri Remembered